# Coney Island Baby
Coney Island Baby je šesté sólové studiové album amerického kytaristy, zpěváka a dřívějšího člena experimentální rockové skupiny The Velvet Underground, vydané v roce 1975.

## Seznam skladeb
Všechny skladby napsal Lou Reed.
1. „Crazy Feeling“ – 2:56
2. „Charley’s Girl“ – 2:36
3. „She’s My Best Friend“ – 6:00
4. „Kicks“ – 6:06
5. „A Gift“ – 3:47
6. „Ooohhh Baby“ – 3:45
7. „Nobody’s Business“ – 3:41
8. „Coney Island Baby“ – 6:36

## Sestava
- Lou Reed – zpěv, kytara, piáno
- Bob Kulick – kytara
- Bruce Yaw – akustická baskytara, elektrická baskytara
- Michael Suchorsky – bicí
- Joanne Vent – doprovodný zpěv
- Michael Wendroff – doprovodný zpěv
- Godfrey Diamond – doprovodný zpěv